# Monolith von Leutkirch
Der Monolith von Leutkirch ist ein Findling in Leutkirch, einem Ortsteil von Salem im Bodenseekreis in Baden-Württemberg. Möglicherweise handelt es sich um einen Menhir oder einen anderen in vorgeschichtlicher Zeit bedeutsamen Stein.

## Lage und Fundgeschichte
Der Stein befindet sich direkt im Ort. Er steht auf dem Kirchhof der Filialkirche Mariä Himmelfahrt auf einer Anhöhe, unterhalb des höchsten Punktes.

## Beschreibung
Über das Material des Findlings liegen keine Angaben vor. Er hat die Form einer unregelmäßigen Platte. Seine Höhe beträgt 110 cm, seine Breite 140 cm und seine Dicke 70 cm. Es liegen keine genaueren Informationen über die Fundumstände des Steins vor. Eine Einordnung als Menhir wird in der Literatur häufig erwogen, ist aber nicht gesichert, vor allem, weil Findlinge nördlich des Bodensees relativ häufig anzutreffen sind.